# 아랍 석유 수출국 기구

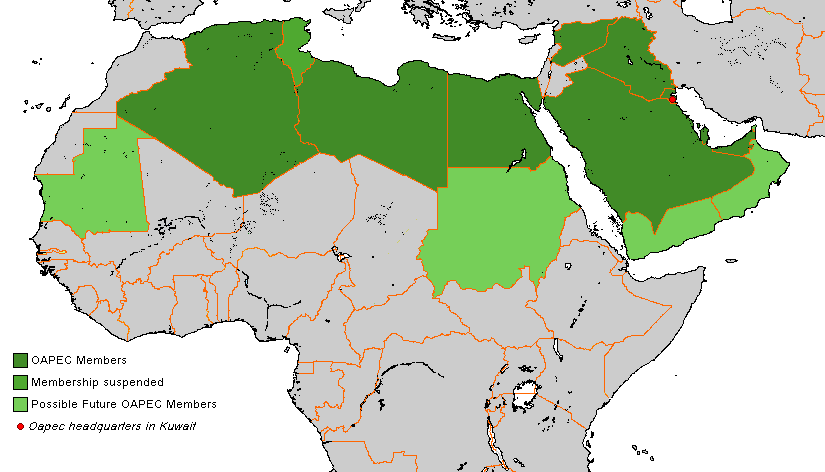
OAPEC 가입국(진한 녹색)

아랍 석유 수출국 기구(-石油輸出國機構, Organization of Arab Petroleum Exporting Countries, OAPEC)는 산유국의 석유 사업 촉진을 목적으로 결성된 국제기구다. 본부는 쿠웨이트에 있다.
1967년 제3차 중동 전쟁에서 미국·영국·서독 등에 대하여 시행한 석유금수가 효과를 보지 못하자 1968년 1월 쿠웨이트·사우디아라비아·리비아가 설립한 아랍 산유국의 연대기구이다.
1973년 10월 중동 전쟁을 계기로 석유를 무기로 이용, 이스라엘을 지원하는 국가들에 석유공급 중단 및 제한과 감산조치의 압력을 가하여 미국의 중동 평화 노력을 강화시키고 아랍에 대한 지지국들을 늘렸다.
10개 회원국 대부분이 석유 수출국 기구(OPEC)에 가입했다. 전 세계 석유매장량의 47%, 생산량의 25%를 점유하고 있으며, 나라마다 국영회사와 판매계약을 할 수 있다.

## 가입국
현재 아래의 11개 국가가 가입되어 있다. 이 가운데 이집트는 1979년 이스라엘과의 평화협정 체결을 이유로 자격정지를 당했다.

### 현재 가입국
- 아랍에미리트
- 바레인
- 카타르
- 알제리
- 시리아
- 이라크
- 이집트
- 쿠웨이트
- 리비아
- 사우디아라비아
- 튀니지

## 같이 보기
- 석유수출국기구(OPEC)